# Bounce (Computerspielreihe)
Bounce ist eine Jump-’n’-Run-Spielserie, die von Nokia für dessen Handys veröffentlicht wurde. Es wurde auf vielen Nokia-Handys vorinstalliert und gilt zusammen mit Snake und Tetris als eines der bekanntesten Nokia-Handyspiele.

## Gameplay
Im ursprünglichen Bounce-Spiel kontrolliert der Spieler einen roten Sprungball durch mehrere Level in einer 2D-Spielwelt, indem er ihn mit den Handytasten dazu bringt, vorwärts zu rollen, zurück zu rollen oder zu springen. Dabei muss der Ball Hindernissen und Feinden ausweichen, Gegenstände einsammeln und alle Reifen des Levels durchlaufen. Folgende Objekte gehören zum Spiel:
- Stacheln: Diese darf der Ball nicht berühren, sonst platzt er und der Spieler verliert 1 Leben und muss den Level von vorn beginnen. Optisch erinnern die Stacheln entfernt an Kerzen oder Straßenlaternen.
- Sterne: Bewegliche Hindernisse in Form blauer Sterne, die sich in einem bestimmten Bereich vertikal oder horizontal (selten diagonal) hin und her bewegen. Auch diese verursachen bei Berührung den Verlust eines Lebens und es muss ggf. von vorn begonnen werden.
- Reifen: Alle Reifen müssen durchquert werden, um das Ziel freizugeben. Jeder Reifen bringt 500 Punkte. Die Reifen gibt es in zwei Größen; die kleinere Version kann nur von kleinen Bällen durchquert werden.
- Luftsauger: Verkleinert den Ball.
- Luftpumpe: Vergrößert den Ball.
- Wasser: Große Bälle schwimmen auf Wasser, kleine nicht.
- Gummiboden: Blauer Boden, der die Sprungkraft erhöht, wenn der Ball mehrmals nacheinander aufspringt.
- Gelbe Diamanten: Bringen 500 Punkte. Nach dem Einsammeln erscheint ein grüner Pfeil. Verliert der Spieler ein Leben, setzt er das Spiel vom letzten gesammelten grünen Pfeil fort (statt von Levelbeginn).
- Blaue Diamanten: Bringen 1 Extraleben und 1000 Punkte.
- Dazu gibt es verschiedene Items, welche nach Berührung die Gravitation für einige Sekunden umkehren oder die Sprungkraft oder Rollgeschwindigkeit des Balls temporär erhöhen.

Das Spiel hatte insgesamt 11 Stufen. Ein zusätzliches Level-Paket (Level 12–21) stand für Nokia-Handys der Serie 60 und Series 80 (Symbian OS) zum Download bereit. Inspiriert ist das Spiel von klassischen Plattformer-Spielen wie Super Mario Bros.

## Chronologie
Der Nokia 9210 Communicator (Serie 80) aus dem Jahr 2000 war das erste Gerät, das das Spiel 2001 vorstellte. Durch aktualisierte Versionen wurde es auch auf Einstiegsgeräten der Serie 40 wie dem Nokia 6610 (2002) und Nokia 2600 (2004) vorinstalliert. Als Nachfolger gelten:
- Bounce Back für J2ME

- 2008: Bounce Tales für J2ME

- 2008: Bounce Boing Voyage für S60 (via N-Gage 2.0)

- 2008: Bounce Touch für Symbian (erstes Nokia 5800 XpressMusic)

- 2009: Bounce Evolution für Maemo (Nokia N900)

- 2010: Bounce Boing Battle um Symbian

Viele inoffizielle Remakes von Bounce wurden erstellt und sind im Google Play Store oder App Store verfügbar. Neben zahlreichen neuen Levels sind in der Regel die Original-Levels 1–11 aus der Nokia-Version enthalten.

## Level-Editor
Ein inoffizieller Level-Editor namens BouncEdit wurde 2003 erstellt und ermöglicht die Erstellung von eigenen Bounce-Levels.